# (8659) 1990 SE11
(8659) 1990 SE11 là một tiểu hành tinh vành đai chính. Nó được phát hiện bởi Henry E. Holt ở Đài thiên văn Palomar ở Quận San Diego, California, ngày 17 tháng 9 năm 1990.